# Території під болгарською окупацією в Сербії (1942—1944)

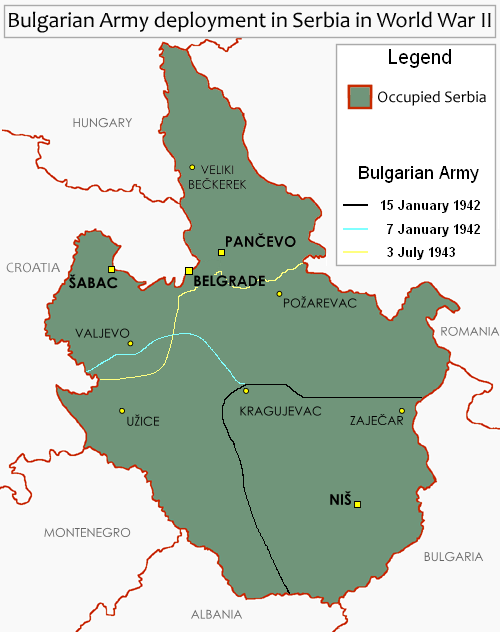
Райони розгортання болгарської армії в окупованій Сербії під час Другої світової війни.

Території під болгарською окупацією в Сербії — сербські землі, які утримувала Болгарія у 1942 і 1943 роках унаслідок таємної болгарсько-німецької угоди від грудня 1941 р.
У результаті поетапних дій до осені 1943 року майже вся територія маріонеткової Сербії опинилася під болгарським контролем. Болгарський окупаційний корпус, формально підпорядкований головнокомандувачу німецьких військ у Сербії, вів бойові дії з січня 1942 по серпень 1944 року спільно з частинами уряду генерала Недича проти четників Драголюба Михайловича, а більше за все — проти югославських партизанів. Окрім того, болгарська армія проводила репресії проти сербського населення, що підтримувало рух опору. Точна кількість жертв серед цивільних осіб невідома, але становить не менш ніж кілька тисяч. Наприкінці серпня 1944 року штаб окупаційного корпусу одержав наказ почати поетапний відхід до старого кордону. Під час виведення особовий склад корпусу налічував 33 635 військовиків. Його втрати за період окупації становили 8 450 поранених, полонених, зниклих безвісти і вбитих вояків та офіцерів.

## Історія

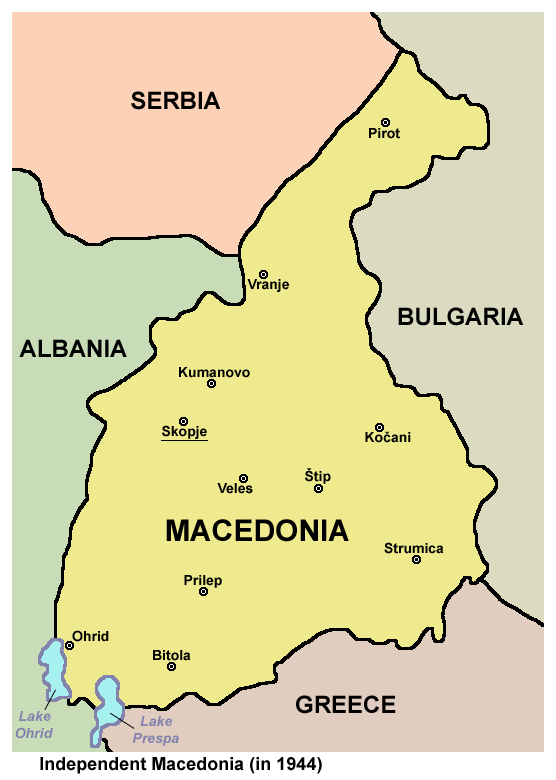
Райони Югославії, окуповані і анексовані Болгарією (1941—1944)

У січні 1942 р., з метою убезпечити залізниці, автомагістралі та іншу інфраструктуру, німці почали використовувати болгарські окупаційні війська на великих ділянках підвладної їм території, залишаючи ці війська під загальним наглядом і командуванням Німеччини. Окупація відбувалася в три етапи.
Ще 31 грудня 1941 року 1-й болгарський окупаційний корпус у складі трьох дивізій перемістився на відведену йому сербську територію. Спочатку цей корпус відповідав за 40% території (без Банату), обмежуючись річкою Ібар на заході між Косовською Митровицею та Кралевом, річкою Західна Морава між Кралевом та Чачаком, а далі лінією, що пролягає приблизно на схід від Чачака через Крагуєваць до кордону з Болгарією. Тому до кола їхньої відповідальності входили великі відрізки залізничних ліній Белград—Ниш—Софія та Ниш—Скоп'є, а також головна автодорога Белград—Ниш—Скоп'є.
У січні 1943 р. болгарська зона розширилася на захід, охоплюючи всі райони на захід від річки Ібар і на південь від лінії, що відходила майже на захід від Чачака до кордону з окупованою Чорногорією та НДХ. Це вивільнило 7-му добровольчу гірську дивізію СС «Принц Ойген», яку було розташовано на тій території на зимівлю, даючи їй змогу розгорнутися в НДХ та долучитися до операції «Вайс» проти партизанів. У дивізії «Принц Ойген» служило багато фольксдойчів із Сербії та Банату. Цей підрозділ несе відповідальність за воєнні злочини, скоєні проти жителів Боснії та Герцеговини.
У липні 1943 р. болгарська окупаційна зона знову розширилася — цього разу на північ: було залучено четверту дивізію — 25-ту піхотну, яка прийшла на зміну 297-й піхотній дивізії вермахту на решті сербської території, яка не межувала з НДХ (за винятком Банату). З цього моменту німецькі війська здійснювали пряме управління лише безпосередньо підлеглою міській владі Белграда територією, а також північно-західною областю Сербії, що мала спільний кордон з НДХ, і Банатом.

## Позиції сторін
7 січня 1942 року болгарські війська вступили в Шумадію. Штаб болгарської армії розташувався в Ниші. Вступ на територію тодішньої контрольованої нацистами Сербії здійснювався силами чотирьох дивізій із такою подальшою дислокацією:
1. 22-га піхотна дивізія — штаб у Ниші (резерв)
2. 24-та піхотна дивізія — штаб в Ужицях
3. 25-та піхотна дивізія — штаб у Пожареваці
4. 27-ма піхотна дивізія — штаб у Прокуплє

Межі окупованої території визначено директивою Гітлера. Дізнавшись про прийдешній вступ болгарських підрозділів, генерал Недич театрально погрожував самогубством, але німецький командувач Бадер запевнив його, що болгарське військове втручання буде здійснюватися тільки силами однієї дивізії і що Крагуєваць і Заєчар не будуть зайняті болгарськими військами, враховуючи, що залізничні гілки Крагуєваць—Кралево і Бор—Заєчар залишаться під німецьким контролем. Найделікатнішим моментом у всій цій справі було включення в болгарську зону окупації першої сербської столиці з XIX століття — Крагуєваця, який є головним містом Шумадії. Незважаючи на зусилля німецького дипломата Бенцлера, Гітлер не змінив рішення про входження болгарської армії на визначені їй території.

## Військові дії болгарської армії у Західній Сербії
Восени 1943 року з території сучасної Боснії і Герцеговини (тоді — НДХ) в Західну Сербію через Дрину шляхом заздалегідь спланованої лобової атаки вдерлися загони югославських партизанів. Вони зайняли фронт, який тримала 24-та піхотна дивізія, починаючи від міста Прибой на річці Лім і до села Перуча біля міста Баїна-Башта, включаючи південні частини гір Тара і північні — Златибора. Головною метою нападу було місто Ужиці. Партизани хотіли повернути територію, яка перебувала під їхнім контролем до кінця 1941 року, відому як Ужицька Республіка, що символізувало би зростання їхньої військової могутності. У бою за сербське село Кремна їм удалося посунути зі своїх позицій частини болгарської 24-ї піхотної дивізії, змусивши болгарську армію передислокуватися на нові позиції перед самим містом Ужиці. Після підсилення болгарської дивізії на прохання генерала Симеона Симеонова танками і літаками вермахту вона відвоювала свої попередні позиції.